# Zoran Zekić
Zoran Zekić (Osijek, 29 aprile 1974) è un allenatore di calcio ed ex calciatore croato, di ruolo attaccante, tecnico del Sarajevo.

## Carriera

### Allenatore
Il 31 agosto 2021 prende le redini del Slaven Belupo. Fa il suo debutto ufficiale sulla panchina dei Farmaceuti l'11 settembre in occasione della trasferta di campionato persa 2-1 contro il Rijeka. Il 29 maggio 2023, dove aver concluso con un ottavo posto in campionato, la società annuncia la separazione dal tecnico allo scadere del contratto.
Il 13 ottobre 2023 prende le redini dell'Osijek firmando un contratto valido fino al giugno 2025. Viene esonerato al termine del campionato dopo aver raggiunto la quarta posizione in classifica con i Bijelo-Plavi.

## Palmarès

### Allenatore

#### Competizioni nazionali
- Coppa di Moldavia: 2

Sheriff Tiraspol: 2014-2015, 2018-2019
- Campionato moldavo: 1

Sheriff Tiraspol: 2019
- Coppa di Bosnia: 1

Sarejevo: 2024-2025